# 卡尔皮亚诺
卡尔皮亚诺（義大利語：Carpiano），是意大利米兰省的一个市镇。总面积17平方公里，人口3750人，人口密度220.6人/平方公里（2009年）。国家统计（ISTAT）代码为015050。